# Magnesiumtrisilicat
Magnesiumtrisilicat ist eine anorganische chemische Verbindung des Magnesiums aus der Gruppe der Silicate.

## Vorkommen
Magnesiumtrisilicat kommt als Hydrat natürlich in Form des Minerals Meerschaum vor.

## Gewinnung und Darstellung
Magnesiumtrisilicat kann durch Ausfällen aus Magnesiumsalzlösungen (z. B. Magnesiumchlorid oder Magnesiumsulfat) mit Alkalisilicaten (wie Natriumsilicat) gewonnen werden. Durch Variation der Ausgangsbedingungen gewinnt man Produkte (Hydrate) unterschiedlicher Zusammensetzung.

## Eigenschaften
Magnesiumtrisilicat ist ein hygroskopisches, weißes, geruch- und geschmackloses Pulver, das unlöslich in Wasser und Ethanol ist. Die Verbindung zersetzt sich bei Kontakt mit Säuren. Die Verbindung besitzt eine fast amorphe Struktur aus einzelnen Schichten, die unregelmäßig und nicht einmal parallel übereinander liegen.

## Verwendung
Magnesiumtrisilicat wird zur Herstellung von Meerschaumpfeifen verwendet. Es wird auch als Rieselhilfe, Farbstoff und anderem in der Kosmetikindustrie eingesetzt. Es wird auch als Antazidum eingesetzt.